# 3楽章の交響曲
3楽章の交響曲（さんがくしょうのこうきょうきょく、Symphony in Three Movements ）は、イーゴリ・ストラヴィンスキーが作曲した交響曲。3つの楽章からなる交響曲は古今に数多く存在するが、楽曲の題名としてはもっぱらこのストラヴィンスキーの作品を指す。

## 概要
ストラヴィンスキーが1945年12月にアメリカ合衆国の国籍と市民権を得て以降最初に演奏された作品であり、その後に書かれた『オルフェウス』や『ミサ曲』とともに、新古典主義時代を締めくくる作品のひとつでもある。本作はニューヨーク・フィルハーモニック・シンフォニー協会との親交20年を記念して作曲されたもので、1942年に着手、1945年に完成された。初演は翌1946年1月24日にストラヴィンスキー自身の指揮とニューヨーク・フィルハーモニックによって行われた。
当初ストラヴィンスキーはピアノを独奏楽器とする一種の「管弦楽のための協奏曲」として構想しており、これが現在の第1楽章のもとになっている。一方第2楽章は別の由来を持ち、フランツ・ヴェルフェル『ベルナデットの歌』を元にした1943年の映画『聖処女』のための音楽として作曲したが採用されなかった曲を再利用している（ストラヴィンスキーはこの時期にハリウッド映画のための音楽をいくつか作曲しているが、実際の映画に使われたものはなかった）。この曲ではハープが独奏楽器として活躍する。このため、最後の第3楽章ではピアノとハープの双方に活躍の場を与えている。
音楽の表す内容について、初演時のプログラムでストラヴィンスキーは本作を（特定の標題を表現したものでない）「絶対音楽」であるが、その一方で第二次世界大戦の真っ只中の世界で起こった様々な事件を扱ったドキュメンタリー映画で観て、それらの要素が作品に投影しているとも語っている。

## 楽器編成
- 木管楽器：ピッコロ、フルート2、オーボエ2、クラリネット3（3番はバス・クラリネット持ち替え）、ファゴット2、コントラファゴット

- 金管楽器：ホルン4、トランペット3、トロンボーン3、チューバ

- その他：ティンパニ（4台）、大太鼓、ハープ、ピアノ、弦5部。

## 構成
タイトルの通り、3楽章からなる。演奏時間は約22分ないし24分。
- 第1楽章 4分音符=160
一種のロンド形式で、管弦楽とピアノによる強烈なトゥッティで始まる。多様なリズムが駆使され、オスティナート、保続音、音の跳躍などが見られる。またジャズの影響をうかがわせる部分もある。

- 第2楽章 アンダンテ - インターリュード（Andante - Interlude (L'istesso tempo) ）
8分音符=76。弦楽とハープ、そしてフルートを中心に演奏される緩徐楽章。7小節の短いインターリュードは次の楽章への橋渡し的な部分であり、切れ目なく続けて突入する。

- 第3楽章 コン・モート（Con moto）
4分音符=108。スケルツォとフィナーレの性格を併せ持ち、力強いトゥッティで始まる5つの部分で構成されている。印象主義的、原始主義時代を思わせるリズムを経て、アラ・ブレーヴェのフーガとなり、次第に盛り上がって全管弦楽の咆哮を響かせて終わる。

## 参考資料
- 『作曲家別名曲解説ライブラリー25 ストラヴィンスキー』　音楽之友社,1995年
- 『ストラヴィンスキー：3楽章の交響曲・交響曲ハ調・詩編交響曲』（ゲオルク・ショルティ指揮、シカゴ交響楽団）解説書、デッカ・レコード
- Eric Walter White (1979) [1966]. Stravinsky: The Composer and his Works (2nd ed.). University of California Press. ISBN 0520039858